# Populus koreana
Populus koreana là một loài thực vật có hoa trong họ Liễu. Loài này được Rehder miêu tả khoa học đầu tiên năm 1922.